# Physalospora vaccinii
Physalospora vaccinii är en lavart som först beskrevs av Cornelius Lott Shear, och fick sitt nu gällande namn av Arx & E. Müll. 1954. Physalospora vaccinii ingår i släktet Physalospora och familjen Hyponectriaceae.  Arten är reproducerande i Sverige. Inga underarter finns listade i Catalogue of Life.